# Ichneumon discoensis
Ichneumon discoensis là một loài tò vò trong họ Ichneumonidae.